# Peucedanum siamicum
Peucedanum siamicum är en flockblommig växtart som beskrevs av William Grant Craib. Peucedanum siamicum ingår i släktet siljor, och familjen flockblommiga växter. Inga underarter finns listade i Catalogue of Life.